# Грейт Букам
Грейт Букам (на английски: Great Bookham) е село в Южна Англия, графство Съри. Намира се на 30 km югозападно от центъра на Лондон. Населението му е около 9000 души.
В Грейт Букам е роден музикантът Роджър Уотърс (р. 1943).